# Ricardo Daniel Ibarra
Ricardo Daniel Ibarra (28 de agosto de 1950 - 15 de diciembre de 2011) fue un deportista argentino que se dedicó al remo. Está considerado uno de los diez remeros más importantes de la historia de ese deporte en Argentina. Fue tres veces campeón panamericano  (1975, 1979 y 1983). En 1990, recibió el Premio Konex de Platino como mejor remero de la década en Argentina.
Integró la delegación olímpica argentina en tres ocasiones, en Múnich 1972, Montreal 1976 y en Los Ángeles 1984, finalizando en los dos últimos Juegos Olímpicos 6.º y 5.º respectivamente, obteniendo en ambos casos diploma olímpico. En Los Ángeles 1984, fue elegido abanderado de la delegación olímpica argentina.
Como entrenador se destaca su desempeño al frente del equipo argentino de remo que se desempeñó en los Juegos Panamericanos de 1999, en los que obtuvo siete medallas de oro.

## Biografía

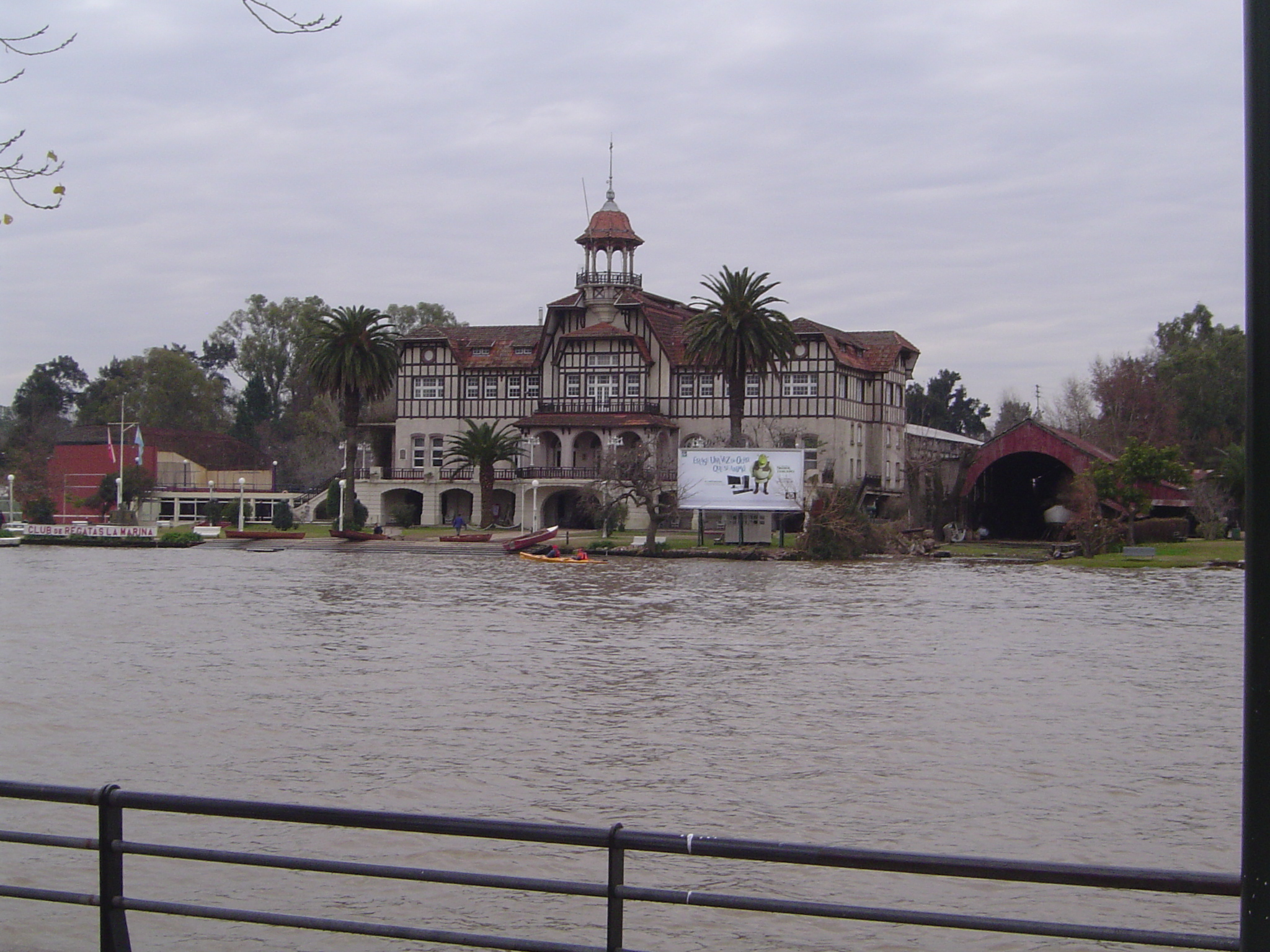
Club de Regatas La Marina en el Tigre, zona conocida como la "cuna del remo argentino".

Ricardo Ibarra se inició en las competencias de remo en el Club de Regatas Hispano Argentino. Luego competiría también para Regatas La Marina, Náutico Mar del Plata, Hispano Argentino y Club San Fernando.